# Prosevania palniensis
Prosevania palniensis är en stekelart som beskrevs av Muzaffer 1943. Prosevania palniensis ingår i släktet Prosevania och familjen hungersteklar. Inga underarter finns listade i Catalogue of Life.